# 新科西诺区
新科西诺区（俄語：район Новокосино）是莫斯科东行政区的一区，面积3.60平方公里，人口107,461人。新科西诺站位于本区内。它与列乌托夫、科西诺-乌赫托姆斯基区和韦什尼亚基区接壤。